# Маланга, Джерард
Дже́рард Джо́зеф Мала́нга (англ. Gerard Joseph Malanga; род. 20 марта 1943, Бронкс, Нью-Йорк) — американский поэт, фотограф, кинематографист и куратор современного искусства. Более всего известен как «правая рука Энди Уорхола».

## Биография

### Ранний период
Джерард Маланга родился в Бронксе в 1943 году, единственным ребёнком в семье итальянских иммигрантов. В 1960-м он закончил старшую школу со специализацией в рекламном дизайне. В том же году он поступил в Колледж искусства и дизайна Университета Цинциннати (Цинциннати, штат Огайо), где одним из его преподавателей был Ричард Эберхарт. Однако Маланга бросил университет в конце весеннего семестра. Осенью 1961 года он поступил в Вагнер Колледж в Нью-Йорке, на стипендию, анонимно пожертвованную для развития его поэтической карьеры.Там он подружился с одним из преподавателей английского языка, Виллардом Маасом и его женой Мэри Менкен, которые стали его наставниками. В июне 1963-го Маланга пришёл на Фабрику Энди Уорхола — на «летнюю подработку, которая длилась семь лет» (англ. a summer job that lasted seven years), как он любил говорить впоследствии. В следующем году он бросил колледж, чтобы освободить время для работы на Фабрике.

### Энди Уорхол, Фабрика и кинематограф
Джерард Маланга тесно сотрудничал с Энди Уорхолом в самый яркий период творческой биографии художника — с 1963-го по 1970 год. В 1992 году газета The New York Times назвала его «самым важным из компаньонов Энди Уорхола» (англ. Andy Warhol's most important associate).
Маланга принимал участие во всех этапах работы Уорхола в области трафаретной живописи и кинематографа. Он играл во многих ранних фильмах, включая «Винил», «Девушки из „Челси“» и «Поцелуй». В 1966 году он участвовал в мультимедиашоу Уорхола Exploding Plastic Inevitable с группой The Velvet Underground. Интересно, что на одном из представлений его видел Джим Моррисон и, по мнению самого Маланги, перенял его стиль для своих собственных концертов.
Маланга участвовал в проекте Уорхола «Кинопробы» (англ. Screen Tests), итогом чего стала его первая книга стихов и фотографий (единственная — в соавторстве с Уорхолом), опубликованная издательством Kulchur Press в 1967 году.
За время работы с Энди Уорхолом, Маланга создал десять фильмов (после своего ухода с Фабрики — ещё два). Причём многие из них — о нём самом, Маланга выступает там в обобщённой роли молодого поэта. Его личный киноархив содержит много материалов о жизни Фабрики.
Во второй половине 1960-х Маланга встречался с итальянской моделью Бенедеттой Бардзини. В 1967-м он снял её в главной роли своего короткометражного фильма «В поисках чуда» (In Search of the Miraculous).
В 1969-м, Маланга стал одним из основателей и редакторов журнала «Интервью» (вместе с Энди Уорхолом и Джоном Вилькоком).
В декабре 1970 года Маланга покинул Фабрику, чтобы заняться самостоятельной работой в области фотографии.

### Карьера фотографа
Как фотограф, Маланга получил известность главным образом, благодаря его портретам. Среди людей, которых он фотографировал были Игги Поп, Уильям Берроуз и многие другие музыканты, писатели и поэты.
В предисловии к монографии Маланги, «Сопротивление памяти» Бен Мэддоу сказал: «Маланга обладал самым главным для фотографа — смирением перед многослойным великолепием реального… Маланга — фото-историк этой культуры».

## Творчество

#### Поэзия
- Screen Tests: A Diary (стихи и фотографии в соавторстве с Энди Уорхолом, 1967)
- The Last Benedetta Poems (1969)
- Gerard Malanga Selbsportrat eines Dichters (1970)
- 10 Poems for 10 Poets (1970)
- chic death (1971)
- Wheels of Light (1972)
- The Poetry of Night, Dawn and Dream/Nine Poems for Cesar Vallejo (1972)
- Licht/Light (двуязычное издание, 1973)
- Incarnations: Poems 1965—1971 (1974)
- Rosebud (1975)
- Leaping Over Gravestones (1976)
- Ten Years After: The Selected Benedetta Poems (1977)
- 100 years have passed (1978)
- This Will Kill That (1983)
- Three Diamonds (1991)
- Mythologies of the Heart (1996)
- No Respect: New & Selected Poems 1964—2000 (2001)
- AM: Archives Malanga, Volumes 1, 2, 3 & 4 (2011)
- Three Broadside Poems, Bottle of Smoke Press (2013)
- Malanga Chasing Vallejo: Selected Poems: Cesar Vallejo: New Translations and Notes: Gerard Malanga. Three Rooms Press, Bilingual edition (2014)
- Tomboy & Other Tales, Bottle of Smoke Press (2014)
- Whisper Sweet Nothings & Other Poems, Bottle of Smoke Press (2017)

#### Редактура
- The Brief Hidden Life of Angus MacLise
- The Collected Poetry of Piero Heliczer

#### Фотография
- Screen Tests: A Diary (стихи и фотографии в соавторстве с Энди Уорхолом, 1967)
- Six Portraits (1975)
- Good Girls (1994)
- Seizing the Moment (1997)
- Resistance to Memory (1998)
- Screen Tests Portraits Nudes 1964—1996 (2000)
- Someone’s Life (2008)
- Photobooths (2013)
- Ghostly Berms (2013)

### Фильмография

#### Режиссёр
- Academy Leader (1964)
- Andy Warhol: Portraits of the Artist as a Young Man (1965)
- Prelude to International Velvet Debutante (1966)
- Portrait of Giangiacomo Feltrinelli (1966)
- In Search of the Miraculous (1967)
- The Recording Zone Operator (1968, остался неоконченным)
- The filmmaker records a portion of his life in the month of August (1968)
- Preraphaelite Dream (1968)
- The Children (1969)
- April Diary (1970)
- Vision (объединённый с Bufferin, 1976)
- Gerard Malanga’s Film Notebooks (2005)

#### Актёр
- The Thirteen Most Beautiful Boys (1964)
- Chumlum (короткометражный, 1964)
- Batman Dracula (1964)
- Twice a Man (1964)
- Harlot (1965)
- Camp (1965)
- Vinyl (1965)
- Kiss the Boot (1966)
- Hedy (1966)
- Chelsea Girls (1966)
- The Beard (1966)
- Match Girl (короткометражный, 1966)
- **** (1967)
- The Illiac Passion (1967)
- Cleopatra (1970)
- The Art Spy (короткометражный, 1997)

## Цитаты о Маланге
Время от времени появляется поэт, в котором переплетаются так много талантов и образов, связанных между собой и неразделимых, что любой из них теряется среди остальных. Многие годы я восторгался тем, как в Джерарде Маланге с незыблемой чёткостью проявляется поэт — и в то же время необыкновенный фотограф. Он ловко и умело сочетал арт и поп, не теряя равновесия и остроумия. Словом, он, как никто другой, напоминает мне, кем могут стать поэты в обычном мире, если хотят и способны.Роберт Крили

## Киновоплощения
- 1996 — Я стреляла в Энди Уорхола (англ. I Shot Andy Warhol) — Донован Литч
- 2006 — Я соблазнила Энди Уорхола (Девушка с Фабрики, англ. Factory Girl) — Джек Хьюстон